# Чёртова дюжина (фильм, 1961)
«Чёртова дю́жина» — советский художественный комедийный фильм 1962 года режиссёра Павла Арманда.

## Сюжет
Действие фильма происходит в поезде Рига — Москва. Среди пассажиров находится врач, которая постоянно говорит о гуманном отношении к людям. Однако, когда у одной из пассажирок начались роды, она отказалась ей помогать. Принятием родов занялись проводницы, машинисты и пассажиры поезда.

В основе сценария подлинное событие. В вагоне № 13 поезда № 13, следующего из Риги в Москву, родился ребенок. Большинство пассажиров поезда, а также железнодорожники помогли роженице. … На первый взгляд пожилой хозяйственник (артист М. Бернес) кажется не очень чистоплотным в делах человеком; проводница (артистка В. Телегина) неприветливой, злой; бригадир поезда (артист П. Шпрингфельд) бюрократом; молодой кавказец (артист К. Кавсадзе) ловеласом. На самом же деле обнаруживается, что все они отзывчивые, честные, работящие люди.— Кино Советской Латвии. — М.: Искусство, 1976. — 135 с. — стр. 75

## В ролях
- Лидия Пупуре — проводница
- Павел Шпрингфельд — Семён Фёдорович, бригадир поезда
- Раднэр Муратов — Михаил
- Марк Бернес — Исаак Львович, пассажир
- Майя Блинова — пассажирка
- Валентина Владимирова — пассажирка-колхозница
- Артур Димитерс — инженер Бложе, пассажир
- Кахи Кавсадзе — пассажир
- Евгений Лазарев — пассажир
- Татьяна Пельтцер — Надежда Ивановна
- Майя Сержане — пассажирка
- Ева Мурниеце — Маруся, диспетчер
- Ансис Крейцбергс — Гунар
- Терье Луйк — пассажирка Хелли—Майя
- Харий Авенс
- Анна Заржицкая — проводница
- Андрей Костричкин — машинист
- Валентина Телегина — проводница
- Сергей Филиппов — пассажир—зубной техник
- Клавдия Хабарова — учительница

## Съёмочная группа
- Автор сценария: Всеволод Воронин, Ефим Севела[1]
- Режиссёр: Павел Арманд
- Оператор: Зигурдc Витолс
- Композитор: Индулис Калныньш
- Художник-постановщик: Лаймдонис Грасманис
- Художник по костюмам: Гунарс Балодис

## Критика
Критика отмечала, что фильм вышел неудачным — актёры, режиссёр и оператор справились с работой, но потенциально хороший сюжет был слабо реализован сценаристом:

Сценарий получился надуманным. Слабо написанные роли, недостатки живых черт в характерах авторы хотели восполнить неожиданной трансформацией персонажей. Но даже одарённые и опытные актеры не смогли преодолеть нарочитость этой схемы. Режиссёр П. Арманд уже в процессе постановки пытался обогатить фильм комедийными выдумками. Но они получились тяжеловесными и не придали динамики действию. Высокопрофессиональная работа оператора З. Витола (серия пейзажных планов, снятых со стремительно мчащегося поезда), хорошая музыка И. Калныня, удачно решенный финал (счастливый отец мечется на московском перроне он хочет отблагодарить всех, кто помог жене, но это невозможно; их очень много, и они растворяются в толпе) все это лишь в какой — то мере скрашивает медлительное, скучно развивающееся действие.— Кино Советской Латвии. — М.: Искусство, 1976. — 135 с. — стр. 75-76